# George E. Spencer
George E. Spencer (Champion, 1836. november 1. – Washington, 1893. február 19.) az Amerikai Egyesült Államok szenátora (Alabama, 1868–1879).